# Admiralty Island
Admiralty Island ist eine Insel im Alexander-Archipel im Südosten des US-Bundesstaates Alaska. Sie gehört zu den ABC-Inseln von Alaska und liegt etwa mittig im Archipel zwischen den Städten Sitka und Juneau. Die Insel ist 164 km lang und 48 km breit und umfasst eine Fläche von 4264 km². Gemäß der Volkszählung von 2020 wohnen 357 Menschen auf der Insel, alle in der Tlingit-Gemeinde Angoon. 265 km² (6,2 %) im nördlichen Teil der Insel sind unbewohnt und gehören zur Stadt Juneau. Der höchste Punkt der Insel ist Eagle Peak (1395 m).
Der Name Admiralty Island wurde von britischen Entdeckern vergeben, russische Pelzjäger nannten die Insel wegen der vielen Braunbären Ostrow Kutsnoi (Insel der Angst).

## Flora und Fauna

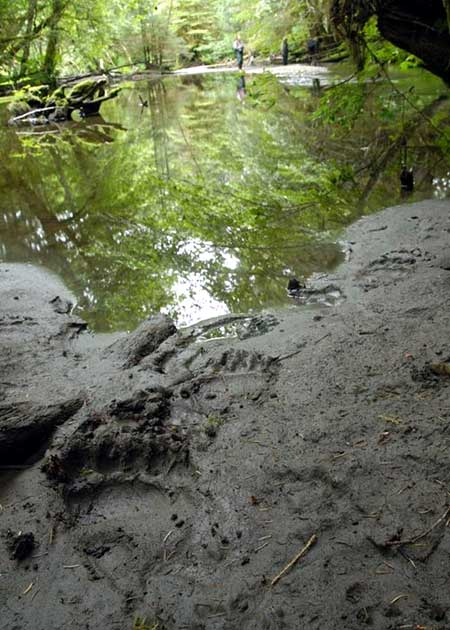
Abdrücke von Bärentatzen auf der Insel

Von den einheimischen Tlingit wird die Insel Kootznoowoo (Bärenfestung) genannt. Admiralty Island besitzt mit etwa 1700 Tieren die dichteste Braunbärenpopulation in Nordamerika. Die Bären können am besten am Park Creek beobachtet werden, wo sie im Spätsommer und Herbst Lachse aus dem schnell fließenden Fluss fangen. Die Insel ist nahezu vollständig bewaldet, die Leitarten sind die Sitka-Fichte und die Westamerikanische Hemlocktanne. An geschützten Stellen wachsen auch Laubbäume, in größeren Höhen im Zentrum der Insel finden sich Tundren. Rund 5000 Weißkopfseeadler und die Sitka-Schwarzwedelhirsche leben auf der Insel. In den Küstengewässern leben Seehunde, Stellersche Seelöwen und Buckelwale, verschiedene Arten von Meeresenten wie Trauerente und Kragenente.

## Naturschutz und Tourismus
Die Insel gehört zum mehrere Inseln umfassenden Tongass National Forest, einem Nationalforst unter Verwaltung des U.S. Forest Service. Ausgenommen ist nur das Siedlungsgebiet von Angoon. 3865 km², der Großteil der Insel, bilden seit 1978 das Admiralty Island National Monument, ein Naturschutzgebiet vom Typ eines National Monuments. 3793 km² (nahezu die gesamte Insel außer der Nordspitze) wurden 1980 zusätzlich als Kootznoowoo Wilderness unter den weitergehenden Schutz eines Wilderness Area gestellt. In den Wildnis-Gebieten gibt es keine Straßen, keine Gebäude (außer einigen schon vor Unterschutzstellung bestehenden Hütten, die der Forest Service vermietet), Wanderwege werden unterhalten. Trekking und Kanuwandern sind die einzigen zulässigen Fortbewegungsformen, Fahrzeuge aller Art (auch Mountainbikes) sind untersagt. Angeln und die Jagd sind im Rahmen der gesetzlichen Regulierung erlaubt.
Für Kanuten interessant ist die Admiralty Island Canoe Route einmal durch die Insel, acht große Seen sind durch Portagen auf Bohlenwegen verbunden.

## Industrie
Im Norden der Insel liegt die Greens Creek mine, eines der größten Silber-Bergwerke der Welt. Bei der Unterschutzstellung der Insel liefen bereits Erkundungsbohrungen, die Fortsetzung der Erkundung, der Ausbau und der Betrieb ab 1987/89 wurden deshalb im Schutzgebiet zugelassen. Die Greens Creek mine förderte 2007 rund 245 Tonnen Silber sowie als Nebenprodukte 2 Tonnen Gold, 63.000 Tonnen Zink und 21.000 Tonnen Blei. Sie ist damit das fünftgrößte Silberbergwerk der Erde.